# سرطة
سرطة هي قرية فلسطينية تقع ضمن محافظة سلفيت في شمال الضفة الغربية. وقعت تحت الاحتلال الإسرائيلي في حرب 1967.

## التسمية
سرطة بفتح أوله وسكون ثانيه وفتح ثالثه وتاء مربوطة، اختلفت الآراء وتعددت حول تسميتها بهذا الاسم منها أن سرطة سميت بهذا الاسم نسبة إلى الكلمة السريانية (سرط) التي تعني الخوف أو العزلة في إشارة إلى المكان المنعزل أو البارد.

## التاريخ
تقع سرطة في موقع قديم، حيث تم العثور على خزانات أرضية وكولمباريوم منحوتة في الصخر. تم العثور على قطع أثرية من العصور الحديدي الثاني، الفارسية، البيزنطية، الأموية، الصليبية والأيوبية.
ذكر ياقوت الحموي أن «سرطة» كانت في «قرية في جبل نابلس».

### العهد العثماني
تبعت سرطة إلى الدولة العثمانية في عام 1517 مع كل فلسطين، وكانت تتبع ولاية شرق بيروت في بلاد الشام. في عام 1596 ظهر لأول مرة اسم سرطة في سجلات الضرائب العثمانية وكان يسكنها ست أسر مسلمة، وكانت ضمن ناحية جبل عيبال ضمن لواء نابلس، حيث دفعوا معدل ثابت للضريبة بنسبة 33,3% على المنتجات الزراعية المختلفة، مثل القمح، والشعير، والمحاصيل الصيفية، والزيتون، والماعز، وخلايا النحل بما مقداره 3,100 آقجة.
في عام 1838 زار الباحث الأمريكي إدوارد روبنسون القرية ولاحظ أنها قرية مسلمة وهي جزء من منطقة جورة مردة جنوب نابلس.
في أواخر العهد العثماني، في عام 1870، وصل المستكشف الفرنسي فيكتور جويرين إلى سرطة، ووجد فيها حوالي 40 منزلًا، بعضها مبني بشكل أفضل من القرية العادية. كانت أحجار المنازل حمراء وبيضاء بالتناوب. كان هناك العديد من الصهاريج القديمة المنحوتة في الصخر التي تستخدم لتجميع المياه للسكان.
عام 1882، أجرى صندوق استكشاف فلسطين الغربية مسحًا للقرية ووصفها بأنها «قرية حجرية صغيرة.»

### الانتداب البريطاني
في عام 1917، وقعت سرطة بيد الجيش البريطاني، ودخلت القرية مع باقي فلسطين مظلة الانتداب البريطاني على فلسطين عام 1920، وأصبحت سرطة تتبع لناحية سلفيت في لواء نابلس في تلك الفترة حتى وقوع النكبة.
أجرت سلطات الانتداب البريطاني تعدادا عاما للسكان عام 1922، وقد بلغ عدد السكان حوالي 275 مسلمًا و1 يهودي، ثم تزايد العدد حتى وصل إلى 317 نسمة جميعهم مسلمون في تعداد عام 1931.
في إحصائيات عام 1945، بلغ عدد سكان سرطة نحو 420 نسمة جميعهم من المسلمين، وكانت مساحة القرية حوالي 5,584 دونم، وفقًا لمسح رسمي للأراضي والسكان. كان من هذه المساحة، 766 دونمًا استخدمت للحبوب، و1,858 للمزارع، في حين أن 23 دونمًا كانت مخصصة كمنطقة عمرانية.

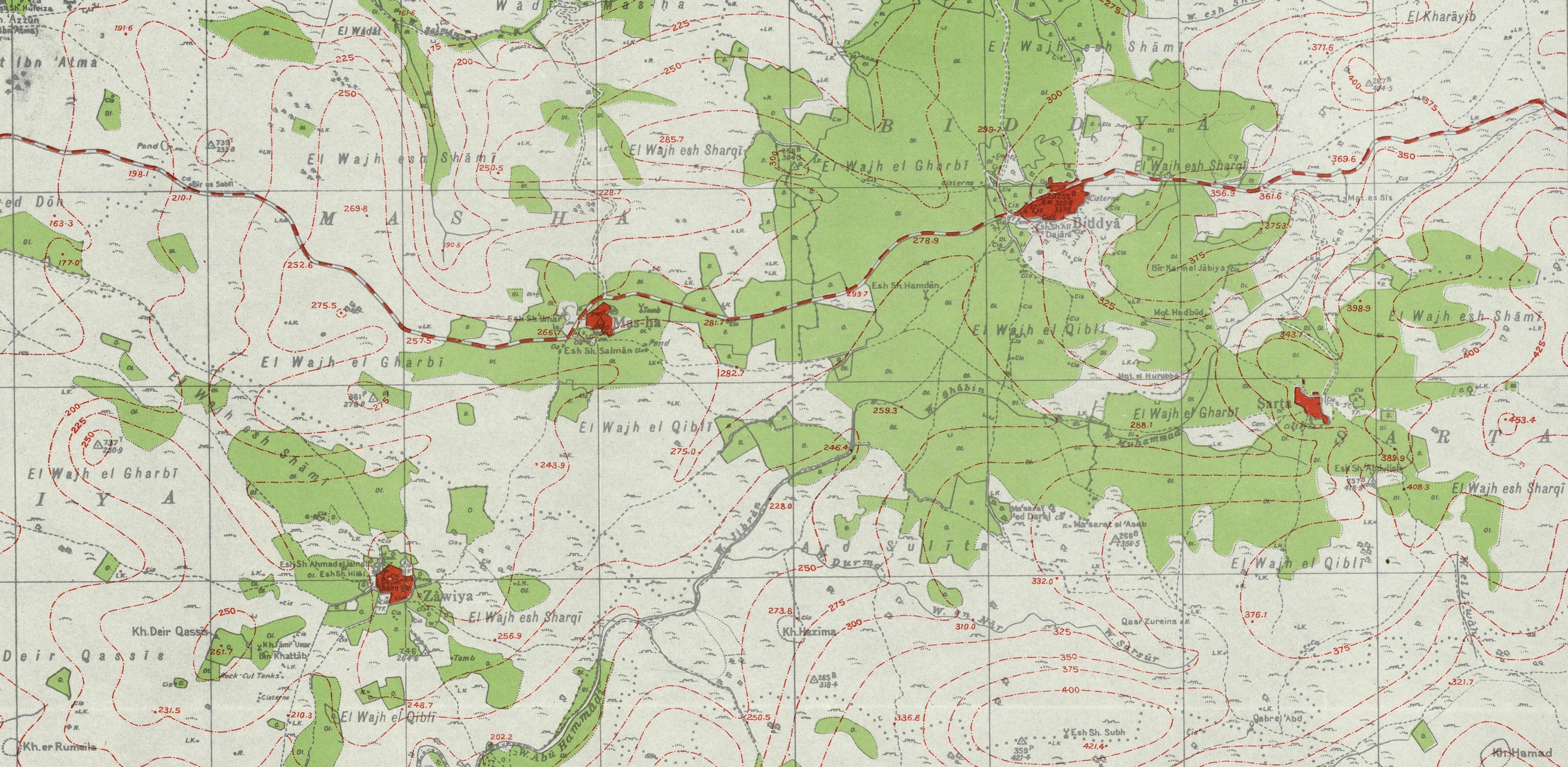
سرطة 1941
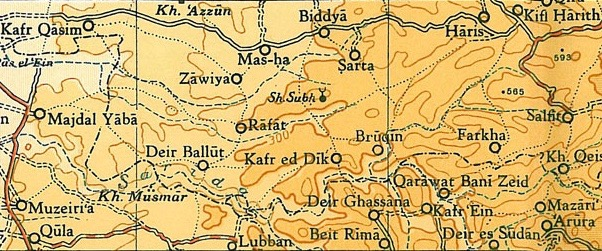
سرطة 1945

### الإدارة الأردنية
بعد هدنة 1949، وفي أوائل خمسينيات القرن العشرين أتبعت سرطة للإدارة الأردنية بين حربي 1948 و1967، وكان عدد سكانها آنذاك حوالي 740 نسمة عام 1961.

### النكسة
وقعت القرية تحت الاحتلال الإسرائيلي بعد حرب 1967.

### السلطة الفلسطينية
بعد تأسيس السلطة الفلسطينية، قسمت أراضي القرية إلى قسمين: الأول شكل حوالي 16.8% وعرفت باسم المنطقة «ب»، بينما القسم الآخر والذي يشكل نسبة 83.3% المتبقية يُعرف باسم المنطقة "ج". ألحقت القرية إداريًا ضمن محافظة سلفيت.

## الجغرافيا
تقع قرية سرطة غرب مدينة سلفيت على بعد قرابة 20 كم منها، على ارتفاع 380 م عن سطح البحر. وتبلغ مساحتها قرابة 5,580 دونمًا، المساحة العمرانية منها حوالي 240 دونم.

### الحدود
يحيط بها من الشرق قرية حارس، ومن الجنوب بلدتي بروقين وكفر الديك، ومن الغرب بلدة بديا، أما من الشمال فيحدها بلدة قراوة بني حسان.

## السكان
دخلت فلسطين وفود كبيرة من شرقي الاردن عبر العصور من تجار وغيرهم وذلك؛ لموقعها الهام كنقطة وصل بين القارات، ومركز للحضارات والأديان.
| السنة      | (1922) | (1931) | (1945) | (1961) | (تعداد 1997) | (تعداد 2007) | (2017) |
| ---------- | ------ | ------ | ------ | ------ | ------------ | ------------ | ------ |
| عدد السكان | 276    | 317    | 420    | 740    | 1,899        | 2,503        | 3,382  |

### عائلات سرطة
يتألف سكان القرية من عدة عائلات هي: صرصور، صلاح، الخطيب، مصلح، صالح.

### أعلام سرطة
ينسب إلى القرية عدة شخصيات منها:

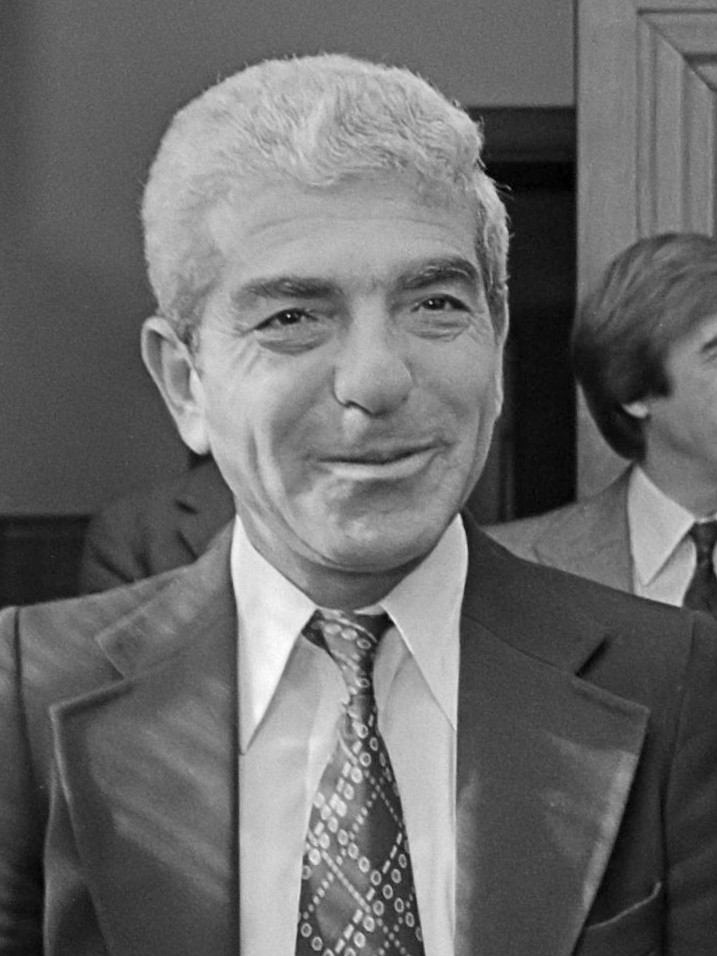
عصام السرطاوي 1979

- الشهيد عصام السرطاوي، مستشار الشؤون الخارجية لرئيس منظمة التحرير الفلسطينية.
- الدكتور علي السرطاوي، وزير العدل الفلسطيني في الحكومة الفلسطينية الحادية عشرة.

## مؤسسات سرطة
المجلس القروي
تأسس مجلس قروي سرطة عام 1996، وهو يتكون من تسعة أعضاء يتم انتخابهم مباشرة من أهالي القرية. يمتلك المجلس القروي مبنى خاص فيه ويقع ضمن مجلس الخدمات المشترك-غرب سلفيت، وهو مسؤول عن توفير خدمات البنية التحتية والخدمات الاجتماعية، وجمع النفايات، وشق وتأهيل وتعبيد الطرق.
الصحة والتعليم
قطاع التعليم، يوجد في القرية ثلاث مدارس حكومية هي: مدرسة ذكور سرطة الثانوية، ومدرسة بنات سرطة الثانوية ومدرسة سرطة الأساسية المختلطة وروضتان، كما أنه لا يوجد مدارس خاصة في القرية، وينتقل الطلبة لاستكمال الدراسة في الفروع المتخصصة إلى بديا أو سلفيت.
أما القطاع الصحي، فيوجد في القرية عيادة رعاية صحية أولية حكومية، وصيدلية وعيادات طب عام خاصة، ويبعد مستشفى الشهيد ياسر عرفات في سلفيت حوالي 20 كم، ومركز الطوارئ حوالي 2 كم في بديا.
المساجد
في القرية ثلاث مساجد وهي: مسجد النور، مسجد الهدى ومسجد الصدّيق.
الرياضة والثقافة
في القرية عدة مؤسسات هي نادي سرطة الرياضي والذي تأسس عام 1998 بواسطة وزارة الشباب والرياضة، بالإضافة إلى جمعية خريجي سرطة ومركز سرطة الثقافي والتي تأسست عام 2006 بواسطة وزارة الثقافة.

## البنية التحتية

### الكهرباء
تتوفر شبكة الكهرباء في سرطة منذ عام 1984 وتعتبر شركة الكهرباء القُطرية الإسرائيلية المصدر الرئيسي لها. تعاني القرية من ضعف التيار الكهربائي نتيجة رفض الاحتلال رفع القدرة الكهربائية للقرية وقلة عدد المحولات.

### المياه والصرف الصحي
تزود دائرة مياه الضفة الغربية قرية سرطة بالمياه منذ عام 1984. ولا تتوفر شبكة للصرف الصحي حيث يستخدم السكان الحفر الامتصاصية غير السليمة بيئيًا.

### النقل والمواصلات
يمكن السفر من القرية إلى المدن المجاورة بواسطة سيارات الأجرة. لكن قلة المركبات تعد أكبر العوائق أمام تنقل السكان وتوجههم إلى السيارات الخاصة التي تعمل بالأجرة.

### النفايات الصلبة
يتولى مجلس الخدمات المشترك- غرب سلفيت مسؤولية جمع النفايات الصلبة الناتجة عن المواطنين والمؤسسات في القرية والتخلص منها عن طريق حرقها. يعتبر مكب زهرة الفنجان في محافظة جنين، المكب الصحي المخصص لمحافظة سلفيت، لكن لا يتم نقلها نظرًا لبُعد المسافة.

## السياحة والآثار
في القرية بضع أماكن دينية منها، المسجد العمري القديم المنقوش على بابه «بناه عبد الرحمن بن عمر»، منطقة النواميس ومقام أحد الصالحين الشيخ عبد الله. أما المواقع الأثرية فهي مضافة القرية المشيدة منذ عام 1111 هجرية. وكلها غير مؤهلة للاستخدام السياحي.

## الاقتصاد
يبلغ عدد المنشآت الاقتصادية الخاصة العاملة في سرطة في 64 منشأة.

### الزراعة
تعد الزراعة القطاع الاقتصادي الرئيسي في القرية، حيث تبلغ مساحة الأراضي القابلة للزراعة حوالي 4,174 دونمًا. تنتج القرية محاصيل الزيتون، والتين، واللوز، والعدس، والقمح وبعض الخضراوات. لكن التوسع العمراني للقرية والتوسع في البنية التحتية وفتح الشوارع قلص المساحات المزروعة من الأراضي الزراعية.
تراجعت في السنوات الأخيرة أعداد الثروة الحيوانية بسبب ارتفاع أسعار الأعلاف وقلة المساحات الحيوية نتيجة الجدار والاستيطان، وأيضاً تعتبر مشكلة الخنازير البرية التي يطلقها المستوطنون من أكبر المشاكل التي تؤثر على القطاع الزراعي في سرطة خاصة والمحافظة عامة.

## الاستيطان
تبلغ مساحة أراضي منطقة "ج" في القرية حوالي 83.3%، صادر الاحتلال 353 دونمًا لإقامة مستوطنة بركان الصناعية ودونمات أخرى لصالح إقامة مستوطنة ياكير ب، وحديثًا رصد أموال لإقامة مشروع سكة حديد لربط مستوطنات محافظة سلفيت مع الأراضي المحتلة عام 1948.

## وصلات خارجية
- صفحة قرية سرطة في موقع «فلسطين في الذاكرة»
- ملف قرية سرطة وعزبة أبو آدم، معهد الأبحاث التطبيقية - القدس
- صورة جوية للقرية